# Ntebogang Ratshosa
Ntebogang Ratshosa, née en 1882 et morte en 1979,   est la régente (mothshwareledi) des BaNgwaketse, l'un des huit groupes ethniques du Botswana actuel, de 1924 à 1928. Elle est la première femme à siéger au Native Advisory Council of Botswana.
L'UNESCO a inclus Ntebogang Ratshosa dans sa liste des femmes importantes de l'histoire africaine.

## Jeunesse
Ntebogang Ratshosa naît en 1882. Ses parents, Gagoangwe et Bathoen I (en), se sont enfuis ensemble en 1875 et se sont mariés dans une église chrétienne en 1890.  Ntebogang Ratshosa reçoit une éducation chrétienne.  Parmi ses frères et sœurs figure le futur roi Seepapitso III, qui est assassiné par leur frère Moeapsito en 1916.  Leur mère Gagoangwe fait alors mettre à mort Moeapsito en 1923 et assume la régence en attendant que le fils de Seepapitso III, Bathoen II, soit majeur.

## Régence
En 1923, Gagoangwe est déjà en train de mourir d'un cancer. Elle devient mothshwareledi avec la volonté de préserver le règne de son petit-fils Bathoen II, qui n'a que huit ans. Avant sa mort en 1923, elle s'assure que la régence se poursuivra grâce à sa fille, Ntebogang Ratshosa, ce qui apporte de la stabilité au royaume après la succession de trois dirigeants en sept ans,.
Les femmes régentes sont reconnues au Botswana dans de nombreux groupes. Les régences de Ntebogang Ratshosa et de sa mère ont toutes deux été officiellement reconnues par les Britanniques, qui pensaient qu'elles soutiendraient les intérêts britanniques dans leur royaume.
Ntebogang Ratshosa nomme un conseil de six dirigeants, mais travaille en étroite collaboration avec un seul d'entre eux : Kgampu Kamodi. Elle fait appliquer des codes de conduite publics, notamment en interdisant la vente de liqueur de sorgho fermenté.

### Programmes agricoles
Les nuées de criquets sont un problème majeur dans le pays et au début de son règne, Ntebogang Ratshosa prend des mesures pour permettre aux agriculteurs de combattre leurs effets. Elle organise un vaste programme de creusement de puits, destinés à fournir de l'eau pour diluer les insecticides, ainsi que pour abreuver les bœufs qui tirent les chariots des équipes antiacridiennes. Elle fait également étendre le réseau d'eau courante à Kanye. Afin d'élever du bétail de manière rationnelle, elle crée un ranch d'élevage de taureaux.

### Santé
Les membres de l'Église adventiste du septième jour qui soutiennent Ntebogang Ratshosa lui donnent les contacts nécessaires pour créer un système de santé à Gangwaketse. Des cliniques sont construites à Kanye, suivies d'un hôpital, puis d'autres cliniques à Manyana et Lehututu. Une taxe tribale est introduite permettant la création d'un système de soins de style NHS, vingt ans avant son introduction au Royaume-Uni. Malgré ce succès, la relative rareté des possibilités de soins par rapport à la population du pays a servi d'exemple à d'autres chefs lors de négociations avec le gouvernement britannique à propos du rôle des « médecins autochtones » : « Où, alors, la majorité de notre peuple pourra obtenir les médicaments des hommes blancs ? ... pas d'autre alternative que de demander l'aide de nos médecins indigènes, qui soigneront bien sûr selon leurs propres connaissances médicales ».

### Politique
Ntebogang Ratshosa est la première femme à siéger au Conseil consultatif autochtone. Elle s'y exprime ouvertement, notamment contre la menace de voir ses terres du Bechuanaland englobées dans l'Union sud-africaine.
En 1926, une querelle s'envenime entre les frères Ratshosa et le régent Tshekedi Khama (en) des  Bamangwato. Les frères sont bannis de Gammangwatoet Ntebogang Ratshosa offre le refuge politique à leurs épouses, MmaKhama et Baboni, à la condition qu'elles n'essayent pas de créer des intrigues politiques. Cette neutralité est acceptée par Tshekedi Khama et en 1928, Ntebogang Ratshosa reçoit de lui 150 bovins qui avaient été précédemment saisis par Jonnie Ratshosa.

### Résistance au protectorat britannique
Aux côtés de Tshekedi Khama et Kgosi Sebele II, un cousin de la lignée Bakwena, Ntebogang Ratshosa tient tête au magistrat résident, nommé par les Britanniques. En 1927, elle proteste contre la Native Marriage Proclamation, qui décrète que pour les personnes mariées selon la foi chrétienne ou la loi britannique, c'est le magistrat, et non le chef, qui a compétence sur le partage des biens en cas de divorce ou de décès. Les trois chefs soutiennent que cela prive le chef d'un rôle communautaire essentiel dans le règlement des héritages.
Pendant les campagnes antiacridiennes, le protectorat britannique demande de l'aide à l'Afrique du Sud. Cependant, Ntebogang Ratshosa pense que si les Sud-Africains trouvent des minerais en creusant des puits, ils risquent de revendiquer la terre comme étant la leur. Elle résiste donc à leur implication et le travail est effectué par des employés de Bangwaketse et du protectorat local.

### Fin de la Régence
Alors que Ntebogang Ratshosa s'exprime de plus en plus ouvertement contre le protectorat et s'associe à d'autres dirigeants politiques (par exemple en 1927), son pouvoir devient une menace pour les Britanniques. Ils décident de rappeler Bathoen II de l'école afin qu'il puisse commencer son règne.
Lors de l'accession de Bathoen II à la chefferie des Bangwatetse en 1928, Ntebogang Ratshosa prononce un discours en setswana soulignant la responsabilité du chef envers chaque membre de son peuple. Ce n'est pas seulement un enregistrement important de l'événement, mais c'est aussi un exemple important d'art oratoire setswana.
Ntebogang Ratshosa continue à conseiller Bathoen II tout au long de son règne et reste une membre fidèle de l'Église adventiste du septième jour.
Son règne, et celui d'autres régentes comme sa mère Gagoangwe ou Mohumagadi Moremi, annonce une ère où les femmes au Botswana peuvent jouer un rôle de plus en plus actif dans la politique. 
Elle meurt en 1979. 

## Vie privée
Ntebogang Ratshosa est la deuxième épouse de Ratshosa Motswetle, avec qui elle a trois enfants. Après la mort de son époux en 1917, elle retourne à GaNgwaketse pour soutenir sa mère et son neveu. 
Ntebogang Ratshosa rejoint l'Église adventiste du septième jour en 1923, après avoir été élevée dans une confession différente. 